# Ґлініскі
Ґлініскі (пол. Gliniski) — село в Польщі, у гміні Августів Августівського повіту Підляського воєводства.
Населення — 100 осіб (2011).
У 1975—1998 роках село належало до Сувальського воєводства.

## Демографія
Демографічна структура станом на 31 березня 2011 року:
|          | Загалом | Допрацездатний вік | Працездатний вік | Постпрацездатний вік |
| -------- | ------- | ------------------ | ---------------- | -------------------- |
| Чоловіки | 51      | 8                  | 40               | 3                    |
| Жінки    | 49      | 11                 | 29               | 9                    |
| Разом    | 100     | 19                 | 69               | 12                   |